# Fat Albert (album)
| Recensione | Giudizio |
| ---------- | -------- |
| AllMusic   | [ 1 ]    |

Fat Albert è un album comico dal vivo dell'attore statunitense Bill Cosby, pubblicato nel 1973 dalla MCA Records.

## Il disco
Dopo sei anni di racconti sul suo amico d'infanzia "Fat Albert" Robertson nei suoi spettacoli, questo fu l'ultimo album dove Cosby menzionò il personaggio Fat Albert.
Due tracce sul disco erano già state pubblicate in precedenza (anche se in versione modificata) in When I Was a Kid: Fat Albert Got a Hernia (con il titolo My Hernia) e My Brother, Russell.
A differenza dei suoi album comici parlati precedenti, in questo disco l'umorismo è maggiormente rivolto ai bambini.

## Tracce
1. Fat Albert's Car – 8:15
2. Fat Albert Plays Dead – 2:07
3. Fat Albert Got a Hernia – 3:54
4. My Wife and Kids – 4:11
5. My Dad's Car – 5:50
6. My Brother, Russell – 2:30
7. Fernet Branca – 9:37

## Formazione
- Bill Cosby – voce
- Lowell Frank – produttore, ingegnere del suono
- Mark Omann – mastering